# Cádiz CF
Cádiz Club de Fútbol, S.A.D. španjolski je nogometni klub iz Cádiza. Trenutačno se natječe u Segunda Divisiónu. Domaće utakmice igra na stadionu Nuevo Mirandilla.

## Vanjse poveznice
- Službena web-stranica